# Ploča Ptičje glave
Ploča Ptičje glave je mala tektonska ploča koja uključuje poluotok Ptičja glava, na zapadnom kraju otoka Nove Gvineje.  Hillis i Müller smatraju da se kreće u skladu s Pacifičkom pločom, dok ju Bird smatra nepovezanom s Pacifičkom pločom.
Ploča se odvaja od Australske ploče i male ploče Maoke duž divergentne granice na jugoistoku. Ploča ima konvergentne granice prema Karolinskoj ploči, Filipinskoj ploči i ploči Halmahera na sjeverozapadu. Između ploče Ptičje glave i zone sudara Molučkog mora na jugozapadu je transformni rasjed. Između ploče Ptičje glave i ploče Bandskog mora na jugu je konvergentna granica.